# 손례
손례(孫禮, ?~ 250년 11월)는 삼국 시대 위나라의 정치가, 무장이다. 자는 덕달(德達)이며 탁군 용성현(현 허베이성 룽청현) 사람이다.

## 행적
전란 중에 어머니를 잃었는데, 같은 군 사람 마태(馬台)가 어머니를 찾아 주었다. 하북 전투 당시 조조가 원상과 원희를 토벌하고 유주를 차지할 때 발탁되어 사공군모연이 되었다. 마태가 사형에 해당하는 죄를 짓자, 손례는 마태를 도주시키려 했으나 마태는 거절하고 자간주부 온회에게 직접 출두했다. 온회가 그 행위에 탄복하여 조조에게 상세히 아뢰자, 둘 다 사형보다 한 단계 감형되었다. 하간군승이 되었고, 영양도위로 승진했으며 노국의 상이 되어 자신의 녹봉을 들여 노산의 도적을 평정했다. 산양, 평원, 평창, 낭야군의 태수를 역임했다.
태화 2년(228년), 조휴가 주방의 거짓 투항을 믿고 환현까지 진격해 들어가자, 손례는 조휴에게 깊숙히 들어가지 말도록 간했으나 듣지 않아 결국 협석에서 대패했다. 양평태수로 승진했고, 내직으로 들어가 상서가 되었다.
명제가 당시 천하에 곡식이 적은데 궁전을 짓자, 완강하게 노역을 중지할 것을 간언하여 결국 받아들여졌다. 감독자 이혜는 곧 공사가 완료될 것이라고 하여 계속하기를 구했으나, 손례는 직접 현장에 간 후 상소하지 않고 조서를 바로 발동시켰다. 명제가 대석산에서 사냥을 하는데 범이 명제가 탄 수레로 달려들자, 손례는 즉시 말에서 내려 칼로 호랑이를 죽이려 했으나 명제의 칙명으로 돌아가 말에 탔다.
경초 3년(239년), 명제가 죽을 때가 되자, 조상을 대장군에 임명하여 보정하게 하고 손례에게는 대장군장사, 산기상시에 임명해 조상을 보좌하게 했으나, 청렴하고 정직하며 타협하지 않았으므로 조상의 눈밖에 났다. 양주자사가 되었고, 복파장군을 겸하여 전선에 배치되었다.
정시 2년(241년), 오나라의 전종이 작피로 쳐들어왔다. 당시 양주 군대 대부분이 휴가중이어서, 손례는 자신의 위병을 거느리고 전종과 싸우니, 중과부적으로 휘하 대부분의 장졸들이 죽거나 중상을 입었으나, 결국은 전종의 군대를 일단 물렸다. 전종은 작피를 점령하고 그 둑을 무너트렸으나, 왕릉에게 참패했다. 황제는 손례의 공적을 기려 비단 700필을 하사했으나, 손례는 이를 전부 죽은 병사들의 집에 주었다.
다시 내직으로 들어와 소부가 되었고, 또 외직으로 나가 형주자사가 되고 기주목으로 승진했다. 당시 기주 내의 청하군과 평원군이 경계를 두고 다투고 있었는데, 사마의는 마침 기주목이 된 손례에게 이 문제를 해결해 줄 것을 요청했다. 손례는 굳이 자신이 갈 것 없이, 청하군과 평원군을 나눌 때의 지도에 근거하여 판단하면 된다고 했고, 임지로 가서는 지도에 근거하여 분쟁 지역을 평원군 소속으로 판정했다. 그러나 조상이 청하군의 말을 들었으므로 문서를 내려 손례의 판단을 무효화했고, 손례는 이에 항의하여 상주했다. 조상은 분노하여 손례를 5년간의 금고에 처했다. 그러나 금고 1년 후 손례를 변호하는 자가 많았으므로 성문교위에 임명되었다. 당시 흉노와 선비가 강성하였으므로 손례를 병주자사에 임명하고 진무장군 · 사지절흉노중랑장을 더해 북방 문제를 맡겼다.
정시 10년(249년), 사마의의 쿠데타로 조상이 죽자 중앙으로 돌아와 사례교위가 되었고, 사공으로 승진했으며 대리정후에 봉해졌다. 가평 2년(250년) 11월에 죽었으며 시호를 경후(景侯)라 하고, 손자 손원(孫元)이 뒤를 이었다.
같은 군 사람 노육과는 지위도 명성도 비슷했지만, 서로 감정은 좋지 못했다.

## 평가
최염은 손례가 처음 출사했을 무렵 성글고 밝고 격하고 강인하며 결단에 능하며 …(중략-노육을 평한 부분)… 둘 다(손례, 노육) 훗날 삼공에 이르리라고 평했고, 그대로 되었다.
진수는 한최고손왕전에서 “강직하고 과단성이 있었으며 … (중략) … 모두(한기, 최림, 고유, 손례, 왕관) 모두 삼공이 될 만했다.”라고 평했다.

## 《삼국지연의》의 묘사
실제로는 무관보다는 문관으로 더 활약했지만, 여기에서는 용맹한 무장으로 그려지며, 제갈량의 북벌 때 자주 등장한다. 조예를 덮친 호랑이를 죽여 신임을 얻었는데 228년 제갈량의 1차 북벌 때 참전해 가정에 육박하는 촉군을 신비와 함께 대장군 조진을 지원해 무찔렀다.
228년 제갈량의 2차 북벌 때는 강유의 역습으로 위군이 패하자 함정을 파 촉군을 무찌르려고 하나 이를 눈치챈 제갈량의 기습으로 크게 패배했다.
229년 제갈량의 3차 북벌 때는 사마의의 명령으로 곽회와 함께 무도와 음평을 방어하러 갔으나 이미 그곳을 점령한 강유와 왕평의 공격으로 다시 패배했다.
231년 제갈량의 4차 북벌 때도 참전했고 234년 제갈량의 5차 북벌 때는 곽회와 함께 북원에 요새를 마련해두고 그곳을 공격하던 촉군을 크게 무찌른다.
| 전임 왕릉 | 조위의 사공 249년 12월 18일 ~ 250년 11월 | 후임 사마부 |

## 같이 보기
- 삼국지 인물 목록